# Marcel Gaasenbeek
Marcel Gaasenbeek (1971) is een Nederlandse kerkelijk leider. Aan het begin van de 21e eeuw was hij de drijvende kracht achter de zogeheten Jeugdkerk-beweging. Van 2006 tot 2018 was hij voorganger van Jong en Vrij Nederland. Tegenwoordig geeft hij leiding aan de Grace Alliance, een internationaal netwerk van kerken.

## Levensloop
Gaasenbeek groeide op op het Zuid-Hollandse eiland Goeree-Overflakkee. Hij had een eigen organisatiebureau en trad op als drive-inn-dj, toen hij zich op 24-jarige leeftijd bekeerde tot het christelijk geloof. In november 1999 begon hij met geloofsgenoten in zijn woonplaats Hellevoetsluis op Voorne-Putten de jeugdkerk Enter the Fish. 

### Jeugdkerken
In 2001 verscheen Gaasenbeek in het tv-programma Het Elfde Uur om uitleg te geven over het begrip 'jeugdkerk'. Naar aanleiding daarvan vroegen binnen twee weken meer dan 160 mensen een informatiepakket aan en ontstonden door het hele land nieuwe jeugdkerken. Gaasenbeek was voorzitter van de Stichting Jeugdkerken, een organisatie die ondersteuning gaf aan opstartende jeugdkerken. In januari 2007 hief de organisatie zichzelf op, omdat de bloei van dit soort kerken voorbij was. Gaasenbeek gaf daarbij aan dat de hoop "dat er veel mensen tot geloof zouden komen", niet was uitgekomen.

### Joseph Prince
In 2005 kwam Gaasenbeek in contact met Joseph Prince, een voorganger van de megakerk New Creation Church uit Singapore. Gaasenbeek bemerkte dat ze op dezelfde lijn zaten qua geloof; de door hem gewenste wijze van kerk-zijn bleek Prince al jarenlang met groot succes in Singapore toe te passen. Beiden sloten vriendschap met elkaar en Gaasenbeek bracht een aantal bezoeken aan de kerk van Prince. Deze kwam op zijn beurt naar Nederland; in april 2005 werd er in Dalfsen een conferentie gehouden waar Prince sprak en in mei 2008 bracht hij een bezoek aan de kerk van Gaasenbeek in Hellevoetsluis. 
In het voorjaar van 2007 haalde Gaasenbeek vanwege zijn banden met Prince het nieuws, omdat deze ervan werd beschuldigd een aanhanger van het zogeheten welvaartsevangelie te zijn. Gaasenbeek reageerde hierop door te stellen dat het "erg jammer" was dat Prince "afgeschilderd wordt als een man die alleen maar met welvaart bezig is en lijden ontkent. Dat is precies waarom ik niet geïnteresseerd ben in discussies binnen "het christelijke wereldje". De vriendschap met pastor Prince was voor Stichting Opwekking reden om in 2007 met Gaasenbeek te breken. Vanaf 2002 had hij het jeugdprogramma van de Opwekking-conferentie geleid. 

### Jong en Vrij
In mei 2006 werd Gaasenbeek samen met zijn vrouw in Hellevoetsluis ingezegend als voorganger van Jong en Vrij, waar toen 150 mensen lid waren. Onder zijn leiding breidde de kerk zich uit. Zo startte in oktober 2007 Jong en Vrij Amersfoort en in oktober 2008 Jong en Vrij Sliedrecht. Begin 2010 kwam daar Jong en Vrij Haaglanden bij en per november 2010 ook Jong en Vrij Almelo. In september 2013 werden Jong en Vrij Groningen en Jong en Vrij Amsterdam geopend. In januari 2016 werd in Rotterdam de achtste locatie geopend. 
Gaasenbeek droeg het leiderschap  van Jong en Vrij in 2018 over aan Joshua en Tara McCauley, een voorgangersechtpaar uit Zuid-Afrika.

## Persoonlijk
Sinds 2003 is Gaasenbeek getrouwd met een Roemeense vrouw. Samen hebben ze twee dochters.